# (9482) Rubéndarío
(9482) Rubéndarío ist ein Asteroid des Hauptgürtels, der am 24. September 1960 von dem niederländischen Astronomenehepaar Cornelis Johannes van Houten und Ingrid van Houten-Groeneveld entdeckt wurde. Die Entdeckung geschah im Rahmen des Palomar-Leiden-Surveys, bei dem von Tom Gehrels mit dem 120-cm-Oschin-Schmidt-Teleskop des Palomar-Observatoriums (IAU-Code 675) aufgenommene Feldplatten an der Universität Leiden durchmustert wurden.
Der Asteroid wurde am 2. April 1999 nach dem nicaraguanischen Schriftsteller und Diplomaten Rubén Darío (1867–1916) benannt, der als Begründer des Modernismo in Lateinamerika gilt und als einer der ersten mittelamerikanischen Schriftsteller in spanischer Sprache schrieb und damit dem mittelamerikanischen Volk eine Stimme gab.